# أوجوغو (صحيفة)
صحيفة أوجوغو (بالبرتغالية: O Jogo‏) وتعني (بالعربية: اللعبة)، هي صحيفة يومية رياضية برتغالية متخصصة في تغطية مختلف الألعاب الرياضية. تأسست في 1985 في لشبونة عاصمة البرتغال. وهي ملك لمجموعة Controlinveste للنشر.
وقد نشرت لأول مرة يوم 22 فبراير عام 1985 من قبل شركة جورنال دي نوتيسياس في بورتو. وينظر إليها في المقام الأول إلى أنها من أنصار نادي بورتو. و تم بيعها في عام 1995 إلى Controlinveste، الذي لا يزال يملك الصحيفة إلى يومنا هذا. قدرت مبيعات الصحيفة في 2010 بواقع 28,900 نسخة يومية .

## وصلات خارجية
- النسخة (بالبرتغالية)